# 十角形

正十角形

十角形（じっかくけい、じっかっけい、英: decagon）は、多角形の一つで、10本の辺と頂点を持つ図形である。内角の和は1440°、対角線の本数は35本である。

## 正十角形
正十角形においては、中心角と外角は36°で、内角は144°となる。一辺の長さが a の正十角形の面積 S は、
{\displaystyle S={\frac {5}{2}}a^{2}\cot {\frac {\pi }{10}}={\frac {5a^{2}}{2}}{\sqrt {5+2{\sqrt {5}}}}\simeq 7.69421a^{2}}
となる。
{\displaystyle \cos(2\pi /10)}を有理数と平方根で表すことが可能である。
{\displaystyle \cos {\frac {2\pi }{10}}=\cos {\frac {\pi }{5}}=\cos 36^{\circ }={\frac {{\sqrt {5}}+1}{4}}}

## 正十角形の作図
正十角形は定規とコンパスによる作図が可能な図形である。
正五角形の作図を応用し、辺の二等分線と円の交点、正五角形と円の交点を結ぶ方法がある。

正十角形の作図

## 正十角形の性質
同じ大きさであるとき、一辺と外接円の半径の比は黄金比となる。
正十角形の頂点を一つおきに線で結ぶと正五角形ができる。
ジョンソンの立体の面となれる、最大の多角形である。
6枚の正十角形から二十・十二面体ができる。

## その他十角形に関する事項
- 日本の総合格闘技団体「パンクラス」などにおいて用いられる、金網でできた十角形のリング(ケージ)を「デカゴン」と呼ぶ。
- ギリータイル(英語版)：イスラム建築で床や壁等をタイル張りにする時の5つのタイルパターン。そのうちの１つに十角形が存在する。
- 綾辻行人の推理小説『十角館の殺人』には、十角形の建物が登場する[1]。
- 名古屋市港区にある「ららぽーと名古屋みなとアクルス」の屋外ステージの屋根が十角形であることから、「デカゴン」と呼ばれている。